# Kleber Romero
Kleber Romero (* 14. Februar 1976 in Santa Cecília do Pavão) ist ein ehemaliger brasilianischer Fußballspieler.

## Karriere
Kleber begann seine Karriere 1997 bei SE Matsubara. Danach spielte er bei Mirassol FC und Grêmio Maringá. 1999 wechselte er zum japanischen Zweitligisten Consadole Sapporo. Von 2001 bis 2005 war er außerdem noch bei den Vereinen Mirassol FC, Campinense Clube und FC Treze unter Vertrag. 2006 wechselte er zu Sport Recife. 2006 wurde er mit dem Verein Vizemeister der zweiten Liga und stieg in die erste Liga auf. 2007 wechselte er zum Zweitligisten AD São Caetano. Von 2008 bis 2010 war er außerdem noch bei den Vereinen Vila Nova FC, Campinense Clube und Rio Branco EC unter Vertrag. 2010 beendete er seine Karriere als Fußballspieler.
Im Oktober 2012 wurde Kleber Romero zum Sportdirektor der Fußballabteilung vom Campinense Clube ernannt. Nach dem Gewinn der Copa do Nordeste 2013 verließ er den Verein am Ende der Saison 2014, um die gleiche Rolle beim Clube Sociedade Esportiva zu übernehmen.
Im Oktober 2017 wurde er vom FC Treze zum Co-Trainer ernannt und übernahm bereits mehrfach interimistisch die Leitung der Mannschaft.